# Municipio de Wilmot (Míchigan)
El municipio de Wilmot (en inglés: Wilmot Township) es un municipio ubicado en el condado de Cheboygan en el estado estadounidense de Míchigan. En el año 2010 tenía una población de 878 habitantes y una densidad poblacional de 9,42 personas por km².

## Geografía
El municipio de Wilmot se encuentra ubicado en las coordenadas 45°14′47″N 84°39′48″O / 45.24639, -84.66333. Según la Oficina del Censo de los Estados Unidos, el municipio tiene una superficie total de 93.26 km², de la cual 92,62 km² corresponden a tierra firme y (0,68 %) 0,63 km² es agua.

## Demografía
Según el censo de 2010, había 878 personas residiendo en el municipio de Wilmot. La densidad de población era de 9,42 hab./km². De los 878 habitantes, el municipio de Wilmot estaba compuesto por el 95,79 % blancos, el 0,11 % eran afroamericanos, el 1,94 % eran amerindios y el 2,16 % eran de una mezcla de razas. Del total de la población el 0,46 % eran hispanos o latinos de cualquier raza.